# Commune de Lohja
La commune de Lohja (finnois : Lohjan kunta, jusqu'en 1977 commune rurale de Lohja finnois : Lohjan maalaiskunta) est une  ancienne municipalité de l'Uusimaa en Finlande.

## Histoire
Le 1er janvier 1997, la commune de Lohja a rejoint Lohja.
Au 1er janvier 1996, la superficie de  était de 262,4 km2 et au 31 décembre 1996 elle comptait 18 701 habitants.
Les municipalités voisines de la commune de Lohja  étaient Lohja, Inkoo, Karjaa (auparavant commune rurale de Karjaa), Karjalohja, Nummi-Pusula (auparavant Nummi), Sammatti, Siuntio et Vihti..